# Prix Gémeaux de la meilleure comédie
Le prix Gémeaux de la meilleure comédie est une récompense télévisuelle remise par l'Académie canadienne du cinéma et de la télévision entre 2003 et 2015.

## Palmarès

### Meilleure comédie
- 2003 - Rumeurs
- 2004 - Rumeurs
- 2005 - Rumeurs
- 2006 - Rumeurs
- 2007 - François en série
- 2008 - Les Hauts et les Bas de Sophie Paquin
- 2009 - Les Parent
- 2010 - Les Parent
- 2011 - Les Parent
- 2012 - Les Parent
- 2013 - Les Parent
- 2014 - Les Beaux Malaises
- 2015 - Les Beaux Malaises
- 2016 - Les Beaux Malaises
- 2017 - Lâcher prise
- 2018 - Lâcher prise
- 2019 - Lâcher prise

### Meilleure comédie de situation
- 2001 - Un gars, une fille
- 2002 - Un gars, une fille